# Traza (álgebra lineal)

Traza de una matriz de 4×4.

En álgebra lineal, la traza de una matriz cuadrada A de nxn está definida como la suma de los elementos de la diagonal principal de A. Es decir, 

{\displaystyle \operatorname {tr} (A)=a_{11}+a_{22}+\dots +a_{nn}}

donde aij representa el elemento que está en la fila i-ésima y en la columna j-ésima de A.
Para cualquier otra matriz, la traza es la suma de sus valores propios.
Debido al especial comportamiento de la traza de una matriz al cambiar de base puede definirse unívocamente la traza de una aplicación lineal, independientemente de cual sea la base elegida. Si un espacio vectorial de dimensión finita está dotado de un producto escalar, y se tiene una base ortonormal entonces la traza de un endomorfismo de dicho espacio viene dada por:

{\displaystyle {\rm {tr}}\ f:=\sum _{k}\langle f(e_{k}),e_{k}\rangle }

Puede comprobarse que si Af es la matriz de dicha aplicación respecto a dicha base la cantidad anterior es igual a la traza de la matriz A. Y de hecho si Bf es la matriz de la misma aplicación respecto a cualquier otra base ortonormal se tiene:

{\displaystyle {\rm {tr}}\ f={\rm {tr}}\ A_{f}={\rm {tr}}\ B_{f}}

## Propiedades de la traza de una matriz
- La traza es un operador lineal:

{\displaystyle \operatorname {tr} \left(A+B\right)=\operatorname {tr} \left(A\right)+\operatorname {tr} \left(B\right)}
{\displaystyle \operatorname {tr} \left(rA\right)=r\left(\operatorname {tr} \left(A\right)\right)}
siendo {\displaystyle A\,} y {\displaystyle B\,} matrices cuadradas, y {\displaystyle r\,} un escalar.
- Cuando la diagonal principal no se ve afectada al transponer la matriz,

{\displaystyle \operatorname {tr} \left(A^{T}\right)=\operatorname {tr} \left(A\right)}
- Si {\displaystyle A\,} es una matriz de {\displaystyle n\times m} y {\displaystyle B\,} una matriz de {\displaystyle m\times n}, entonces

{\displaystyle \operatorname {tr} \left(AB\right)=\operatorname {tr} \left(BA\right)}
Para demostrarlo, tenemos en cuenta que el producto de las matrices {\displaystyle A} y {\displaystyle B} viene dado por
{\displaystyle [AB]_{ij}=\sum _{k=1}^{m}[A]_{ik}[B]_{kj}}
con lo cual, podemos expresar la traza de {\displaystyle AB} como
{\displaystyle \operatorname {tr} \left(AB\right)=\sum _{i=1}^{n}[AB]_{ii}=\sum _{i=1}^{n}\sum _{k=1}^{m}[A]_{ik}[B]_{ki}}
y teniendo en cuenta la conmutatividad del campo al que pertenecen las entradas de las matrices
{\displaystyle \operatorname {tr} \left(AB\right)=\sum _{i=1}^{m}\sum _{k=1}^{n}[A]_{ik}[B]_{ki}=\sum _{k=1}^{m}\sum _{i=1}^{n}[B]_{ki}[A]_{ik}=\sum _{k=1}^{m}[BA]_{kk}=\operatorname {tr} \left(BA\right)}
Notar que {\displaystyle AB\,} es una matriz cuadrada de {\displaystyle n\times n}, mientras que {\displaystyle BA\,} es una matriz cuadrada de {\displaystyle m\times m}.
También se puede demostrar usando la notación de Dirac de la mecánica cuántica siempre y cuando se tenga un conjunto completo de funciones base para el correspondiente espacio vectorial:
{\displaystyle \operatorname {tr} \left(AB\right)=\sum _{n}<n|AB|n>}
usando la resolución de unidad del producto externo de bases ortonormales
{\displaystyle \sum _{m}|m><m|=I}
podemos aplicarlo al producto inicial
{\displaystyle \operatorname {tr} \left(AB\right)=\sum _{n}<n|AB|n>=\sum _{n,m}<n|A|m><m|B|n>}
conmutamos esos términos puesto que se trata de un producto de números complejos que admite la propiedad conmutativa y aplicamos la resolución de unidad para el producto externo de n
{\displaystyle \operatorname {tr} \left(AB\right)=\sum _{m}<m|BA|m>=\operatorname {tr} \left(BA\right)}.
- Sean {\displaystyle A,B,C\,} matrices cuadradas de {\displaystyle n\times n}. Entonces las traza del producto {\displaystyle ABC\,} tiene la propiedad de ser cíclica; es decir

{\displaystyle \operatorname {tr} \left(ABC\right)=\operatorname {tr} \left(CAB\right)=\operatorname {tr} \left(BCA\right)}
- Si {\displaystyle A\,} es una matriz cuadrada de orden {\displaystyle n,\,} con {\displaystyle n\,} autovalores reales o complejos (incluyendo multiplicidad): {\displaystyle \lambda _{1},...,\lambda _{n}\,} entonces:

{\displaystyle \operatorname {tr} \left(A\right)=\sum \limits _{i=1}^{n}{\lambda _{i}}}
Esto puede verse fácilmente teniendo en cuenta la correspondiente forma canónica de Jordan de la aplicación lineal asociada a la matriz. Puesto que la traza de una matriz y de la forma de Jordan asociada son iguales por ser la traza un invariante algebraico, la traza de la matriz es la suma de los elementos de la diagonal de la forma de Jordan, es decir, la suma de autovalores.

## Traza de un operador lineal
El concepto de traza definido para matrices puede generalizarse a espacios de dimensión infinita, aunque en esos casos no cualquier operador tiene una traza definida, sino una clase amplia de operadores denominados operadores de clase traza u operadores de traza finita.